# Iglesia de San Guillermo (Bacólor)
La Iglesia parroquial de San Guillermo lleva el nombre de San Guillermo, el santo patrono de Bacólor, Pampanga, Filipinas, donde se erige la iglesia. La iglesia fue construida originalmente por los frailes agustinos en 1576 - también fundadores de la ciudad - con el Padre Diego de Ochoa, como párroco. Siendo instalada como tal dos años después.
En 1880, la iglesia fue destruida por un terremoto sólo para ser reconstruida por el padre Eugenio Álvarez en 1886. 